# Callopistes maculatus
Callopistes maculatus är en ödleart som beskrevs av  Johann Ludwig Christian Gravenhorst 1838. Callopistes maculatus ingår i släktet Callopistes och familjen tejuödlor. IUCN kategoriserar arten globalt som otillräckligt studerad.

## Underarter
Arten delas in i följande underarter:
- C. m. maculatus
- C. m. atacamensis
- C. m. manni